# Substejeriș (Târgu Mureș)

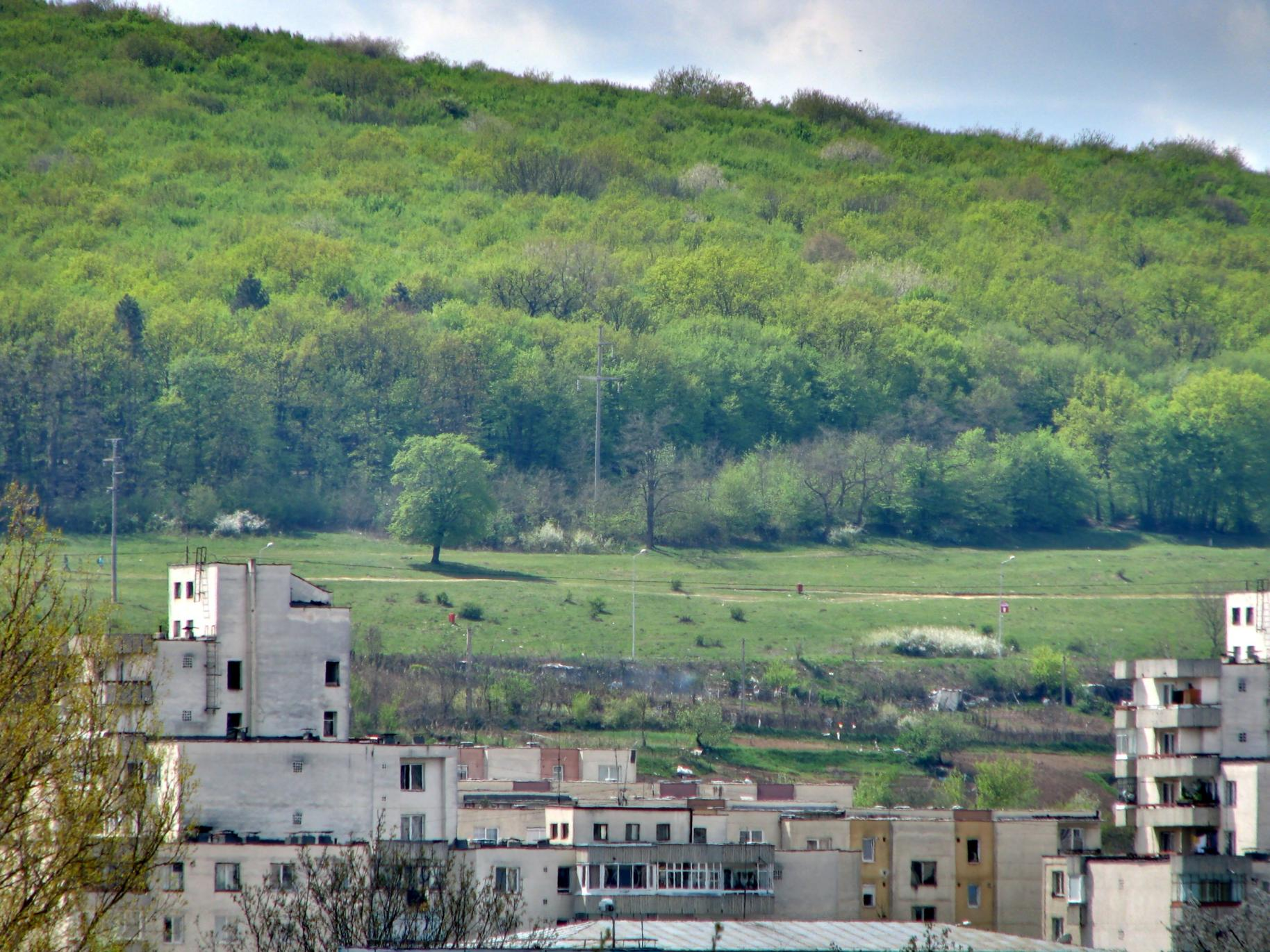
Substejeriș cu grădini și blocuri

Substejeriș (maghiară Cserealja) este zona aflată sub pădurea de stejar lângă Calea Sighișoarei din Târgu Mureș. Zona din vecinătatea pădurii este o zonă verde agreată de localnici pentru plimbare. În partea aflată după drumul de centură au fost construite blocuri și case, dar au fost amenajate de proprietari și mici grădini pentru cultivarea legumelor. 

## Istoric
Una dintre locațiile ghetoului din Târgu Mureș se găsea în cărămidăria dezafectată de pe strada Koronkai (în prezent strada Evreilor Martiri). De la începerea organizării ghetoului din 29 aprilie 1944 până la jumătatea lunii mai au fost adunați aici 7.549 evrei și maghiari sabatarieni din Bezidu Nou. Ghetoul din Târgu Mureș a fost evacuat pe parcursul a două săptămâni, între 27 mai și 8 iunie 1944, prin transporturi organizate prin orașul Košice către lagărul de concentrare Auschwitz.

## Locuri

### Biserici
- Biserica reformată din Substejeriș
- Biserica romano-catolică Sf. Kozma și Damján

### Instituții de educație
- Universitatea Dimitrie Cantemir
- Universitatea Sapientia deține o parte din fosta livadă care este îngrijită de studenții, cadrele didactice și angajații din cadrul Departamentului de Horticultură. Totodată, se află în cadrul campusului, care este ultimă stație a autobuzelor, un parc amenajat pentru studenți și vizitatori.

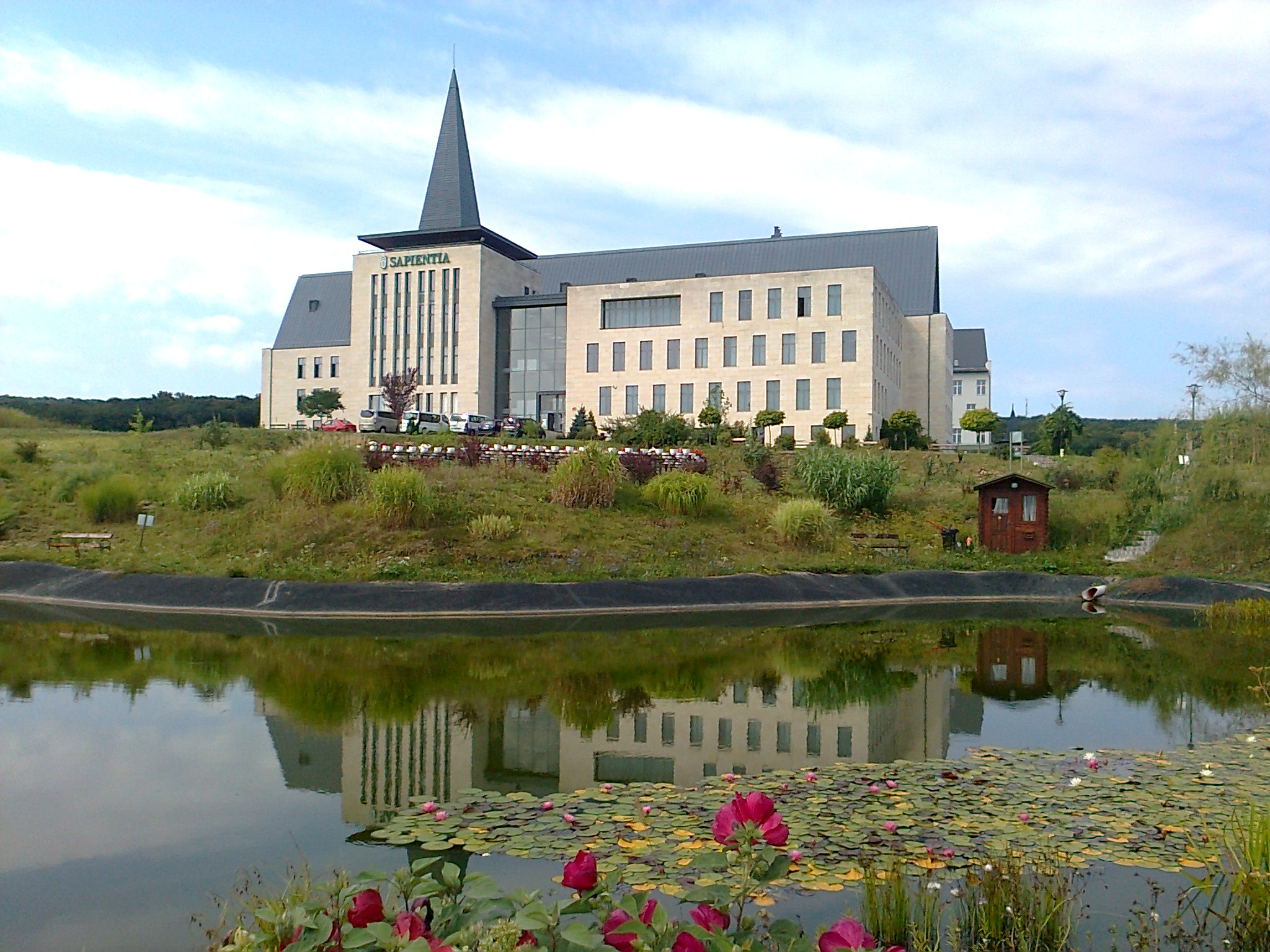
Universitatea Sapientia
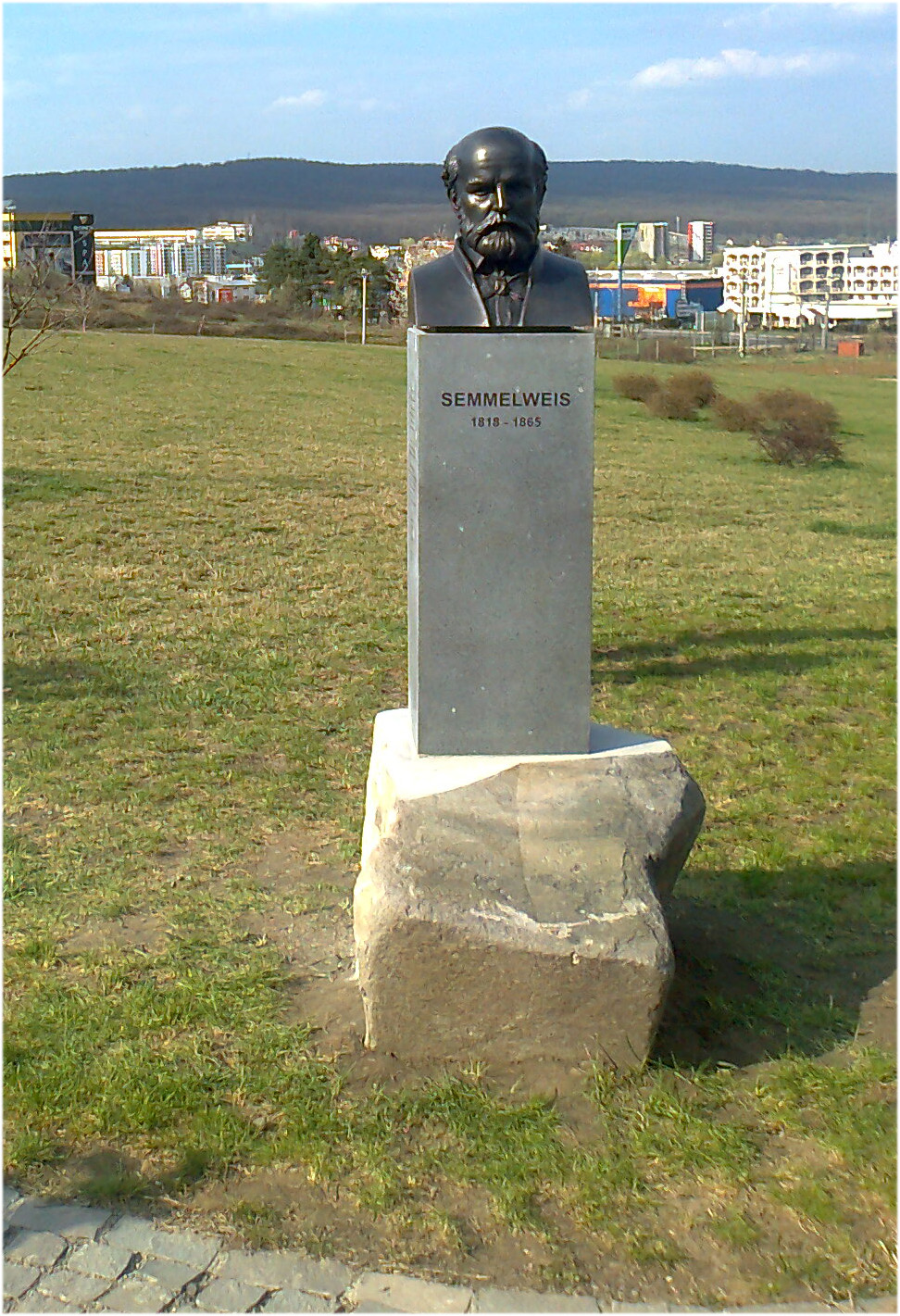
Bustul lui Semmelweis

### Altele
- Parcul Substejeriș a fost inaugurat în 2024, printre dotările complexului cu o suprafață de 37.744 mp se numără o zonă dotată cu facilități de agrement și echipamente sportive, o alee pietonală suspendată panoramică și o pistă de alergare.[2]
- Livada din Substejeriș a fost tăiată pentru construirea unui centru comercial

## Imagini

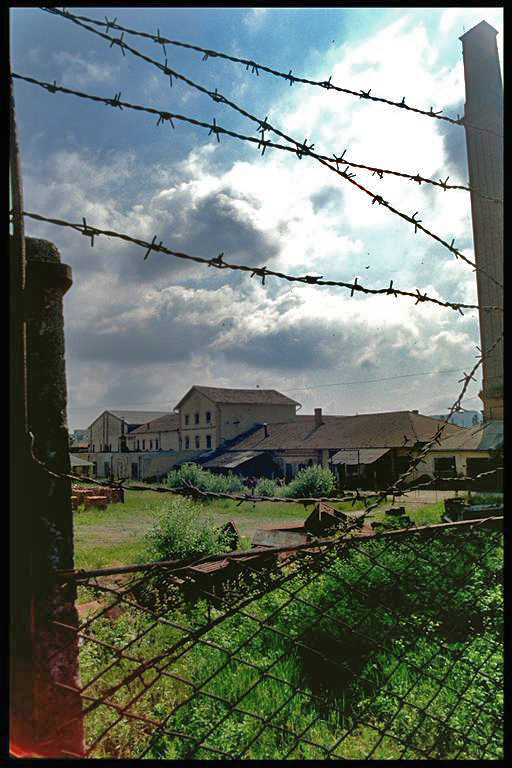
Fosta cărămidărie din strada Koronkai
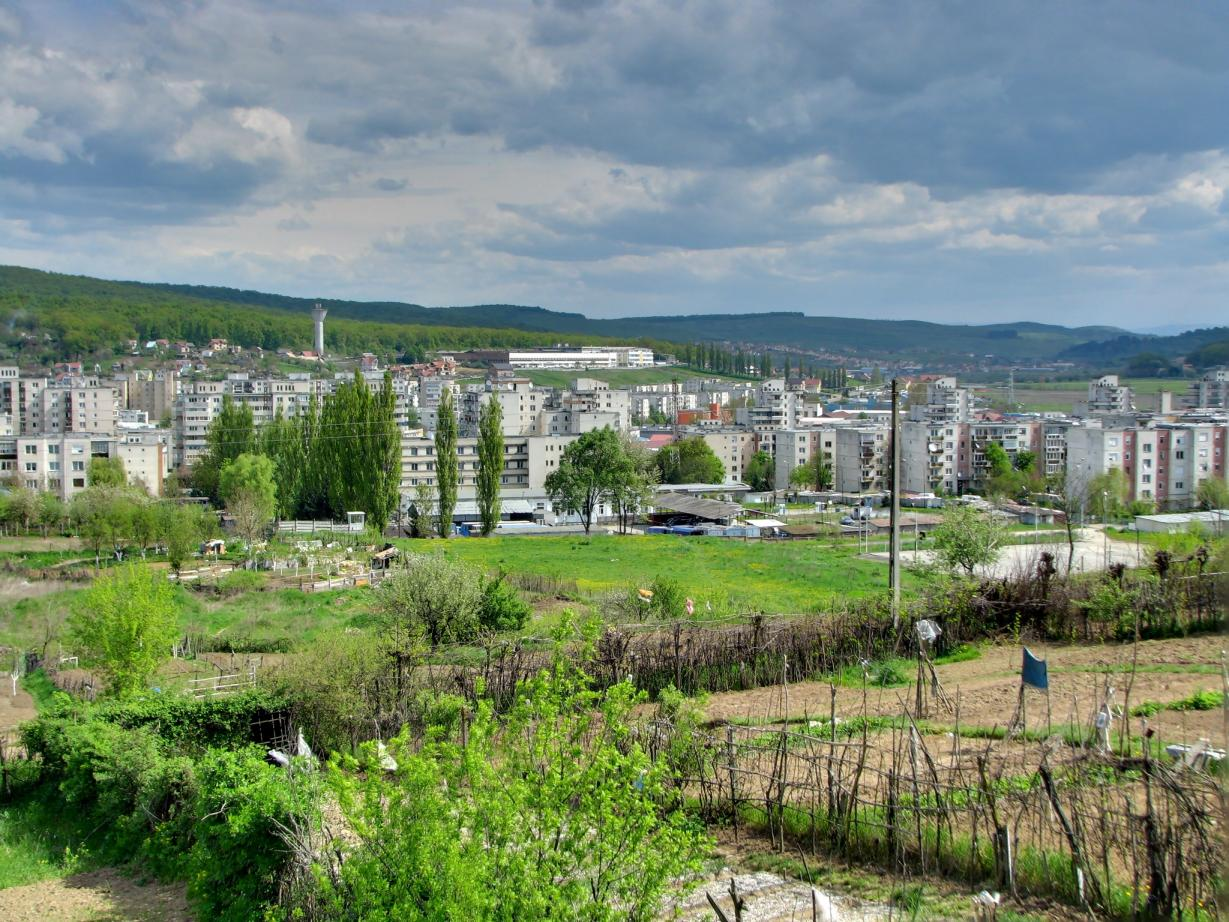
Grădiniile lângă Calea Sighișoarei
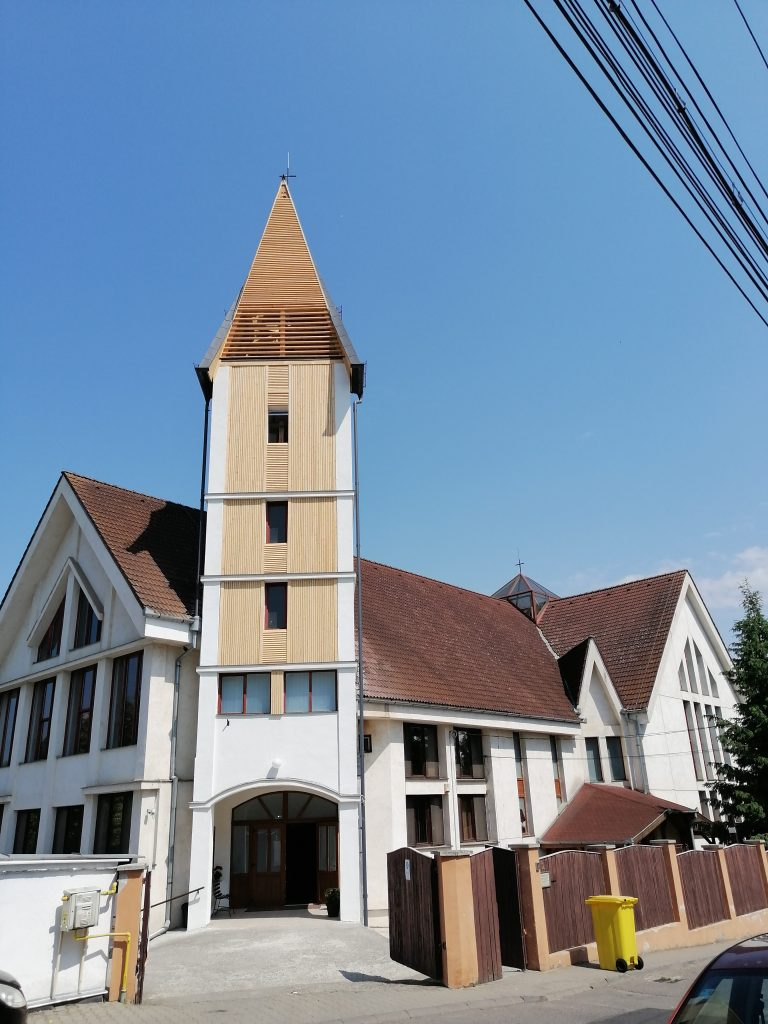
Biserica romano-catolică din Substejeriș